# Order Świętego Aleksandra Newskiego
Order Świętego Aleksandra Newskiego (ros. орден Святого Александра Невского) – wysokie odznaczenie Imperium Rosyjskiego nadawane w latach 1710–1917. W hierarchii carskich orderów cywilnych znajdował się wraz z Orderem św. Katarzyny na drugim miejscu po Orderze św. Andrzeja. Obecnie jest jednym z orderów domowych b. panującej dynastii Romanow.

## Historia
Już w roku 1710 car Piotr I Wielki zapragnął rozwinąć kult św. księcia Aleksandra Newskiego i wzniósł w tym celu monaster pod jego wezwaniem w Sankt Petersburgu. W roku 1724 przeniesiono relikwie świętego z Włodzimierza do nowej stolicy Rosji i car przy tej okazji ustanowił jednoklasowy order jego imienia, nie zdążył już jednak wydać statutów i przeprowadzić nadania nowego odznaczenia. Pierwszych nadań dokonała caryca Katarzyna I 26 maja 1725 roku, w dzień zaślubin swej córki Anny Pietrowny z holsztyńskim księciem Karolem Fryderykiem, który tego samego dnia ustanowił holsztyński (później carski) Order Świętej Anny. 
Order św. Aleksandra Newskiego otrzymał statuty dopiero w 1797 za panowania cara Pawła I, który mu przydzielił zaszczytne drugie miejsce w systemie cywilnych orderów carskich. Posiadanie Orderu Świętego Aleksandra Newskiego lub Orderu Orła Białego było dla poddanych carskich warunkiem nadania Orderu św. Andrzeja (kawalerowie tego odznaczenia nosili Order św. Aleksandra na szyi). 
Nadawany był zarówno za zasługi cywilne jak i wojskowe wobec państwa.

## Insygnia

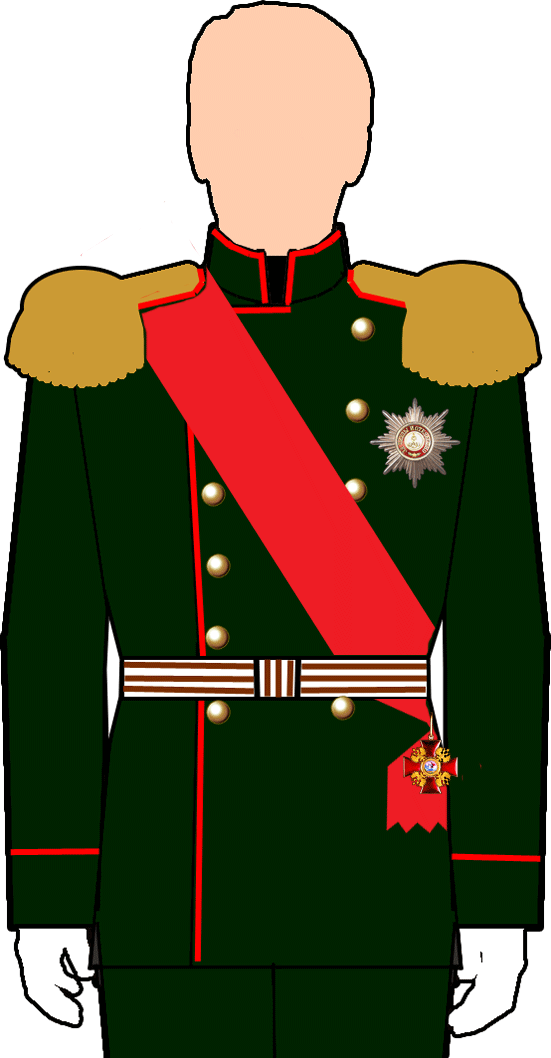
Błędny sposób noszenia (przez niewłaściwe ramię).

Odznaka orderowa miała kształt krzyża kawalerskiego wykonanego w złocie i emaliowanego na czerwono, a do 1815 ramiona wykonywano z czerwonego szkła rubinowego.
Medalion środkowy awersu zawierał wizerunek świętego w złotej zbroi i na koniu. Medalion rewersu to ukoronowany monogram Aleksandra Newskiego. 
Między ramionami krzyża znajdowały się ukoronowane dwugłowe orły rosyjskie typu kolistego. W XVIII w. orły miały rozpostarte skrzydła i trzymały w szponach wiązki błyskawic i wieńce laurowe. 
Krzyż orderu, w przypadku komandorii, noszony był na szyi poniżej krzyży orderowych Orderu św. Jerzego II i III kl.
Gwiazda orderowa była srebrna, ośmiopromienna, z okrągłym medalionem środkowym z łacińskim monogramem świętego S A (Sanctus Alexander), otoczonym dewizą orderu ЗA TPYДЫ И OTEЧECTBO (za pracę i ojczyznę). Noszono ją poniżej gwiazd Orderu św. Jerzego I i II kl. oraz gwiazdy Orderu św. Włodzimierza I kl., a zdejmowano przy gwieździe Orderu św. Andrzeja.
Od 1855 za bohaterskie czyny wojenne można było otrzymać order ze złotymi mieczami, które na krzyżu były podkładane pod orły między jego ramionami, a na gwieździe w formie skrzyżowanej pod środkowym medalionem. 
Jako dowód wyjątkowej łaski cara order nadawany był z brylantami, którymi pokrywano orły krzyża i całą gwiazdę. Na krzyżu ozdabiano nimi orły oraz otoczkę medalionu środkowego. 
Order nadawano także niechrześcijanom, przy czym od 1844 w medalionie awersu i gwiazdy umieszczano carskiego orła zamiast figury i monogramu św. Aleksandra. 
Wstęga orderowa była wykonywana z jedwabnej mory koloru czerwonego o szerokości 100 mm i noszona z lewego ramienia na prawy bok. W przypadku posiadania Orderu św. Andrzeja, wstęgę orderu z odznaką wieszano na szyi.
Świętem orderu był 30 sierpnia (starego stylu) – 11 września.
Pozbawiony carskich koron na orłach order był nadawany również przez rząd Aleksandra Kiereńskiego jako najwyższe odznaczenie państwowe.

## Odznaczeni
Łącznie orderem odznaczono ponad 3674 osób.